# Deilephila decolor
Deilephila decolor är en fjärilsart som beskrevs av Edward Alfred Cockayne 1953. Deilephila decolor ingår i släktet Deilephila och familjen svärmare. Inga underarter finns listade i Catalogue of Life.